# The Snake King's Child
Đứa con của Xà Vương (tiếng Khmer: រឿងកូនពស់កេងកង, Kuon Puos Keng Kang, hay còn gọi là người rắn và Vợ ma 2) là phim kinh dị hợp tác giữa Campuchia và Thái Lan 2001 của đạo diễn Fai Sam Ang.

## Diễn xuất
- Winai Kraibutr vai Wae-ha
- Pich Chanbormey vai Soraya
- Tep Rindaro vai Rắn chúa
- Ampor Tevi vai Nhi
- Heng Dary
- Sam Polida
- Chao Channary
- Tim Angkeara
- Danh Monika